# 池田浩之
池田 浩之（いけだ ひろゆき、1980年4月16日 - ）は日本の医師、医学博士。
医療法人秀浩会の理事。一般財団法人池田福祉財団評議員。

## 経歴
- 出生地：福島県伊達郡梁川町（現・伊達市）
- 出身校：獨協医科大学医学部[2]
- 現職：医療法人 秀浩会　理事[3]
- 前職：足利赤十字病院　皮膚科医長
- 称号：医学博士（獨協医科大学大学院）

- 親族
  - 祖父、池田善治（元福島県県議会議長）[4]
  - 池田敏博（一般財団法人 池田福祉財団理事長）
  - 池田順子（福島県伊達市市議会議員）[5]
  - 兄、池田秀幸（医療法人 秀浩会　理事長）[6]

## 所属学会・団体
医療法人 秀浩会
一般財団法人 池田福祉財団（評議員）
日本皮膚科学会　　　　